# Enrique I de Limburgo
Enrique I (h. 1059-h. 1119) fue conde de Limburgo y Arlon desde 1082 hasta su muerte y duque de Baja Lorena entre 1101 hasta 1106. Era hijo de Valerán I de Limburgo y Juta, hija de Federico, duque de Baja Lorena.
Se opuso al arzobispo Egilberto de Tréveris, y recuperó parte de las propiedades que la anterior condesa Adela había entregado a la iglesia. Egilberto le exigió devolvérselas, pero él se negó, y fue excomulgado. Egilberto tomó las armas y le derrotó completamente.
Como defensor de la abadía de Sint-Truiden, un título que había heredado de su padre, intervino en los asuntos internos de la abadía. El abad Herman, nombrado por Poppo, obispo de Metz, y apoyado por Godofredo de Bouillón y Enrique, se distanció del emperador Enrique IV y la abadía fue transferida a la autoridad del conde Arnoldo de Loon. Arnoldo obligó a Enrique y Godofredo a retirarse del monasterio.
Después de que muchos nobles locales se marcharan a la Primera Cruzada, entre ellos Godofredo, el poder de Enrique en la región de Bélgica se vio en gran medida acrecentado, y él abusó de ello, especialmente contra los monasterios. Intervino el emperador y tomó Limburgo en julio de 1101. Enrique se vio ahora obligado a someterse y se le entregó el ducado de Baja Lorena, que Godofredo había abandonado en la Cruzada.
Como duque, entró en disputa con Godofredo I de Lovaina. Demostró escasa lealtad al emperador. Se unió a Enrique V contra su padre el emperador, pero luego volvió al lado del emperador. Esto fue desafortunado para el duque, pues el emperador murió en 1106 y los partidarios de Enrique V atacaron a los de su padre. Los campos de Bélgica fueron devastados, se tomó Limburgo, y Enrique fue apresado en Hildesheim. El ducado fue transferido a Godofredo de Lovaina.
Enrique más tarde se escapó e intentó recuperar Limburgo y Baja Lorena. Fracasó e hizo las paces con el nuevo emperador y duque. Siguió, a pesar de todo, empleando el título ducal como "Duque de Limburgo," el primero de una larga línea. También se unió rápidamente a las rebeliones contra Enrique V, combatiendo al lado de Lotario, duque de Sajonia en las victorias de Andernach en 1114 y Welphesholt el 11 de febrero de 1115. Le sucedió su hijo Valerán.
Se casó con Adelaida de Pottenstein (1061–1106), una hija de Botho de Pottenstein (o Potenstein) y Judit de Schweinfurt, la hija del duque Otón III de Suabia. Tuvieron al mencionado Valerán y tres hijas. Una hija, Adelaida, que casó con el duque Conrado I de Merania. Enrique pudo haber sido también el padre de Simón, condestable de Jerusalén tras la Primera Cruzada.